# Christiane Balthasar
Christiane Balthasar (* 1970 in Hoya) ist eine deutsche Filmregisseurin. Nach Tätigkeiten als Bauzeichnerin und Lichtdesignerin studierte sie von 1993 bis 1998 Spielfilm-Regie an der Filmakademie Baden-Württemberg. Seit 1999 führt sie Regie bei Fernsehfilmen, vor allem bei Krimis.
Seit 2011 hat sie eine Tochter.
Christiane Balthasar ist Mitglied im Bundesverband Regie (BVR).

## Filmografie
- 1997: Morgen in Verona
- 1999: Callboys – Jede Lust hat ihren Preis
- 1999: Die Todesgrippe von Köln
- 2000: Mein Leben gehört mir
- 2000: Eine Handvoll Glück
- 2001: Tatort – Mördergrube
- 2001: Paps, Versprechen hält man
- 2003: Bella Block: Tödliche Nähe
- 2003: Die Cleveren – Engelchen flieg
- 2003: Die Cleveren – Born und die Frauen
- 2004: Der Elefant – Mord verjährt nie – Der Lügner
- 2004: Der Elefant – Mord verjährt nie – Leiche im Keller
- 2004: Tatort – Märchenwald
- 2005: Tatort – Dunkle Wege
- 2006: Die Cleveren – Auf der Flucht
- 2006: Polizeiruf 110 – Schneewittchen
- 2006: Die Cleveren – Killer im Kopf
- 2007: Die andere Hälfte des Glücks
- 2007: Vertraute Angst
- 2007: Fürchte dich nicht
- 2007: Der Kommissar und das Meer – Näher als du denkst
- 2008: Kommissarin Lucas – Wut im Bauch
- 2008: Tatort – Salzleiche
- 2008: Kommissarin Lucas – Der schwarze Mann
- 2008: Polizeiruf 110 – Geliebter Mörder
- 2009: Kommissarin Lucas – Vergessen und Vergeben
- 2010: Kommissarin Lucas – Aus der Bahn
- 2010: Tatort – Vergessene Erinnerung
- 2010: Meine Familie bringt mich um!
- 2011: Tod am Engelstein
- 2011: Im falschen Leben
- 2012: Marie Brand und das Lied von Tod und Liebe
- 2013: Die Kronzeugin – Mord in den Bergen
- 2013: Der Wagner-Clan. Eine Familiengeschichte (Der Clan. Die Geschichte der Familie Wagner)
- seit 2013: Kommissarin Heller (Fernsehreihe)
  - 2013: Tod am Weiher
  - 2014: Der Beutegänger
  - 2015: Querschläger
  - 2015: Schattenriss
  - 2016: Hitzschlag
  - 2016: Nachtgang
  - 2018: Vorsehung
  - 2019: Herzversagen
  - 2021: Panik
- 2016: Die Glasbläserin
- 2017: Der Gutachter – Ein Mord zu viel
- 2018: Bier Royal
- 2019: Das vergessene Dorf
- 2019: Ella Schön: Die nackte Wahrheit
- 2019: Ella Schön: Sturmgeschwister
- 2021: Bring mich nach Hause
- 2022: Nord bei Nordwest – Wilde Hunde
- 2023: Kolleginnen – Abgetaucht (Fernsehfilm)
- 2025: Die Drei von der Müllabfuhr – Der Neue
- 2025: Die Drei von der Müllabfuhr – Schutzgeld